# Dipsas nicholsi
Espèce
Synonymes
- Sibynomorphus nicholsi Dunn, 1933

Statut de conservation UICN

 LC  : Préoccupation mineure
Dipsas nicholsi  est une espèce de serpents de la famille des Dipsadidae.

## Répartition
Cette espèce est endémique du Panama. 

## Étymologie
Cette espèce est nommée en l'honneur de John Treadwell Nichols.

## Publication originale
- Dunn, 1933 : A new snake from Panama. Copeia, vol. 1933, p. 193-194.